# البنك المخزني المغربي
البنك المخزني المغربي أو بنك الدولة في المغرب (بالفرنسية: Banque d'Etat du Maroc) هو بنك أنشئ سنة 1907 في طنجة شمال المغرب. وبعد إستقلال المغرب سنة 1955، قام بدور البنك المركزي للدولة المغربية إلى غاية إيقاف العمل به سنة 1959 وإنشاء بنك المغرب.

## تاريخ
ظهرت فكرة إنشاء بنك مركزي للدولة المغربية خلال بداية القرن العشرين، في فترة حرجة عرفت تزايدا للتغلغل الاستعماري الأوروبي والضعف المتسارع للدولة المغربية، التي كانت تفقد بسرعة سيادتها لأسباب ذاتية داخلية وأيضا بسبب الارتفاع المضطرد لمديونيتها الخارجية لدى القوى الأوروبية. كان هذا المعطى الأخير السبب الرئيسي لتنظيم مؤتمر الجزيرة الخضراء سنة 1906.
نصت توصيات المؤتمر، في بنديها 31 و32 على تجريد الدولة المغربية من سلطة الإصدار النقدي وإنشاء بنك مخزني (أو بنك الدولة حسب التسمية الفرنسية) له حصرية الإصدار النقدي ويقوم بمهمتي الخازن ومنفذ أداءات للدولة المغربية.
هذا القرار كان في الواقع مجرد تفعيل لبند وقع قبل سنتين من المؤتمر، في 1904، مرتبط بقرض أوروبي منقذ للمغرب من الإفلاس، نص على تخصيص 60 بالمائة من المداخيل الجمركية المغربية لخدمة الدين وإعطاء امتياز لبنك باريس والأراضي المنخفضة في تأسيس أول بنك عصري في المغرب بسلطات فوق سيادية بالنسبة للمغرب.

## وصلات خارجية
- الظهير المحدث لبنك المغرب ل 27 غشت 1959